# Balanophyllia imperialis
Espèce
Statut CITES
Balanophyllia imperialis est une espèce de coraux appartenant à la famille des Dendrophylliidae.
Selon la base de données WoRMS, cette espèce fait partie du sous-genre Balanophyllia (Eupsammia) Milne Edwards & Haime, 1848.